# Protodacnusa ruthei
Protodacnusa ruthei är en stekelart som beskrevs av Griffiths 1964. Protodacnusa ruthei ingår i släktet Protodacnusa och familjen bracksteklar. Inga underarter finns listade i Catalogue of Life.